# Jedijská občanská válka
Jedijská občanská válka je fiktivní konflikt v prostředí Hvězdných válek, který se odehrával v době staré Republiky čtyři tisíciletí před událostmi z filmové série. Konflikt tvoří hlavní dějovou linii ve hře Star Wars: Knights of the Old Republic, kde se více zaměřuje na jeho závěr, avšak v celém díle je postupně poodhalováno i to, co se stalo před startem příběhu hry. Její pokračování Star Wars: Knights of the Old Republic II: The Sith Lords, odehrávající se chronologicky pět let po skončení prvního dílu, odhaluje více skutečností o pozadí, příčinách a důsledcích této války a také tam poprvé zazněl název tohoto konfliktu.
Válka navazuje ve světě Star Wars chronologicky na Velkou sithskou válku a Mandalorianské války, v nichž Republika utrpěla značné škody a nyní se její hrdinové obrátili proti ní.

## Události ve válce
Už dvacet let před vypuknutím této války se z Neznámých regionů vynořila hrozba Mandalorianů pod vládou Mandalora Největšího, kteří hledali mocného oponenta, kterým měla být Republika a snad i samotní Jediové, a potichu se deset let připravovali na útok zabíráním světů za jejími hranicemi. Situace ve Vnějším pásu nenechala klidnými některé rytíře Jedi, kteří se vzpouzeli Radě Jediů. Nejhlasitějším odpůrcem její politiky nezasahovat byl Revan a jeho následovníci, jimž se přezdívalo Revanšisté. Ti nakonec zasáhli, když obešli nařízení řádu, a podíleli se na obratu války s Mandaloriany, jež se pro Republiku dosud nevyvíjela vůbec dobře. Revan se stal společně se svým přítelem Malakem nejrespektovanějším generálem.
V průběhu války Revan v temném obleku prozkoumal na Dantooine ruiny s "Hvězdnou mapou" spolu s Malakem, jenž se snažil svého přítele varovat před mezí, po jejíž překročení už nebude návratu. V roce 3961 BBY našel Revan na Kashyyyku další hvězdnou mapu a hned poté planetu Malachor V při hledání planet pro výstavbu opěrných bodů. Několikrát prozkoumal povrch Malahoru, který jím hluboce otřásl, a nalezl pradávnou Trayuskou akademii, kde se dostal pod vliv temné strany Síly, dozvěděl se krom spousty zajímavých informací i o poloze a významu planety Korriban a hlavně získal informaci, že praví Sithové ještě nevymřeli, jak se řád Jedi celá staletí domníval.
Revan tedy začal uplatňovat brutální taktiku boje, aby konflikt s Mandaloriany ukončil co nejdříve. Využil temnou stranu Síly Malachoru V, kam nalákal do velkolepé bitvy celý zbytek mandalorianské flotily, kterou se svými nejvěrnějšími totálně zničil superzbraní generátor temné hmoty. Revan ukončil konflikt popravou Mandalora Největšího, jenž mu těsně před smrtí potvrdil jeho nejčernější obavy. Vydal se tedy s flotilou do neznámých regionů galaxie, oficiálně hledat zbylé Mandaloriany. Při bitvě o Malachor se mnoho věcí změnilo, především Jediové, kteří téměř všichni padli na temnou stranu.
Nedlouho poté přísahali věrnost přímo Revanovi i řadoví vojáci od vojínů po nejvyšší admirály. Ti pak utvořili jádro Sithského impéria. Revan s Malakem zanechali flotilu na neznámém místě a sami se vydali na místo, kam je dovedla stopa od popraveného Mandalora, nakonec až na ztracený svět Dromund Kaas, ovšem zde jen oba dokonali obrat na temnou stranu Síly, když neuspěli v atentátu na zdejšího sithského imperátora. Od něj dostali za úkol najít další hvězdné mapy a Star Forge, aby mohl urychlit své vlastní plány.
Star Forge čerpala surový materiál na provoz přímo ze slunce, okolo níž obíhala. Byla navíc zbudovaná na podstatě temné strany, tedy dokázala dodat nové sithské armádě dost smrtonosného materiálu, aby pokořila Republiku. Poté Revan s Malakem několikrát navštívili Korriban, kde obnovili zdejší sithskou akademii. Revan ještě tajně obnovil i Trayuskou akademii na Malachoru, kde nechal cvičit osobní vrahy. K ruce měl učedníka Darth Malaka a osobního vražedného droida HK-47, jenž měl likvidovat Revanovy nepřátelé.

### Vypuknutí války (3959-3958 BBY)
Prvním krokem bylo obsazení přístavu pro republikové válečné lodě na planetě Foerost v jádru galaxie, kde symbolicky zopakovali několik let starou akci Krathů, kteří tehdy ukradli na 300 bitevních křižníků. Souběžně s tím Revan podepsal s největšími galaktickými firmami smlouvy na dodávky zbraní. Poté vpadl do prostoru Republiky a otevřel několik front. Sithští vojáci si při dobyvačných akcích počínali obzvlášť brutálně a neznali slitování. Během krátké doby ovládli Sithové skoro půl známé galaxie a utápěli ji v krvi.
Oba hrdinové Mandalorianských válek si nyní říkali Darth Revan a Darth Malak a svou krutost předvedli na planetě Telos IV, jež patřil mezi nejdůležitější republikové světy. Darth Malak posléze bez Revanova vědomí nechal vybombardovat celý povrch. O to se postaral nový admirál sithské flotily Saul Karath, jenž několik dnů před tím zběhl k impériu. Tímto činem Sithové demonstrovali, čeho jsou doopravdy schopní, a uprchlíky nechali žít, aby rozšířili do zbytku galaxie hrůzu. Ve známost vešla i bitva o Iridonii, kde zkřížili světelné meče rytíři Jedi, kteří se neúčastnili Mandalorianských válek, a Revanovi temní Jediové, zatímco Malak orbitálně planetu bombardoval. Další velkou bitvou v této válce byla kmapaň na Rodii.
Jak konflikt postupoval, Darth Revan s Darth Malakem své impérium rozšiřovali dále směrem ke středu galaxie. Jednotky Sithů lovily rytíře Jedi, kteří byli povoláni do zbraní proti Revanovi, aby je mučením obrátily na temnou stranu Síly a posílili impérium. Jak to už na temné straně bývá, spory mistra a učedníka na sebe nenechaly dlouho čekat. Darth Malak opakovaně Revanovi vyčítal, že je jeho postup příliš měkký. Ten mu v jeden moment svým rudým světelným mečem oddělil spodní čelist od hlavy. Malak tedy od té doby byl schopen mluvit pouze robotickým hlasem přes vestavěný počítač v protéze.

### Zajetí Darth Revana (3957 BBY)
Po dvou letech války začala být situace Republiky zoufalá a řádu Jedi také. Ten byl nucen do boje nasazovat i mladé, mnohdy sotva zletilé padawany, protože příslušníků řádu kvapem ubývalo. Mezi nimi vynikala Bastila Shan, která uměla ovládat schopnost bitevní meditace. Její přítomnost v několika bitvách zajistila Republice klíčová vítězství a oddálila tak rozpad Republiky. Přesto však bylo nutné udělat něco navíc. Rada Jedi zosnovala plán, jak zbavit Sithy jejich nejlepšího stratéga Darth Revana.
Malá republiková letka nalákala na základě informací z ukradených dat ze Sernpidalu sithské vlajkové lodě do bitvy o nedůležitý systém, kde na Temného pána čekala past. S pomocí Bastiliny meditace se malé skupině rytířů Jedi podařilo nalodit se na jeho loď a obklíčit ho na můstku. V momentě, kdy se Revan chystal na své pronásledovatele zaútočit, ho zradil jeho učedník Darth Malak, který nařídil svým vojákům střílet z turbolaserů na můstek Revanovy lodi, aby se zbavil svého mistra i Jediů. Revan při explozi upadl do hlubokého kómatu, ale Bastlia Shan mu zachránila život, neboť věřila, že živý bude daleko užitečnější, než mrtvý.
Darth Malak, který nevěděl, že se Jediům povedlo z explodující lodi uprchnout i s Revanem, se zatím prohlásil novým Temným pánem ze Sithu, zatímco Bastila Shan Revanovo bezvládné tělo odvezla ve své lodi na Dantooine, kde ho mistři Jedi vyléčili a mocným rituálem mu vymazali všechny vzpomínky na to, čím byl a co všechno zažil v naději, že je dovede k tajemství Sithů a toho, odkud vzal tak mohutnou armádu. Původní Revanova mysl však byla pro tento úkol příliš nebezpečná.
Darth Malak po velmi krátké době zkonsolidoval svou moc v Impériu a pokračoval v tažení, jež Darth Revan započal. Vedl si však méně zdatně a spoléhal se na hrubou sílu, navíc nevěděl o mnoha Revanových projektech. Na Star Forge nařídil několikanásobně zvýšit produkci a na dobytých světech prováděl do té doby nevídané masakry. Jeho kampaň mu však kazili rytíři Jedi a hlavně Bastila Shan, jež ho zajímala hlavně pro schopnost bitevní meditace. Chtěl ji dostat živou nebo mrtvou.

### Návrat rytíře staré Republiky
Po mnoha měsících usilovné práce Jediové dokončili uzdravení Revana a vnutili mu identitu loajálního republikového vojáka pod velením Bastily. Její mise směřovala na Taris, který měl být osvobozen od zdejší sithské nadvlády. Malakova flotila si však na Bastilinu loď Endar Spire počíhala a sestřelila ji. Většina vojáků zahynula, ale v únikových modulech se povedlo na povrch dostat Bastile i Revanovi, jemuž pomáhal pilot Carth Onasi. Oba pak pod povrchem obřího města hledali Bastilu, po níž Sithové usilovně pátrali. Darth Malak začal být po několika dnech s výsledky pátrání nespokojen a nařídil celý povrch planety vybombardovat, čímž zahubil stovky miliard lidí, aby ukojil své temné choutky a nabyl jistoty, že je Bastila mrtvá. Netušil však, že ji Revan s Carthem Onasim našli a osvobodili ze zajetí, a že ovládli za pomoci dalších přátel pašeráckou loď Ebon Hawk, s níž prolomili planetární blokádu.
Malak dosud nic netušil, ale lovec odměn Calo Nord mu potvrdil, že člověk, který pomáhal Bastile, byl skutečně Revan. Posádka Ebon Hawku mezitím doplula na planetu Dantooine, kde se Revan opětovně naučil používat Sílu a byl vyslán na misi jít po stopách Darth Revana a zjistit, kde je Star Forge. Revan netušil, že půjde po svých vlastních stopách. Navštívil tedy planety Tatooine, Kashyyyk a Manaan, kde kdysi s Malakem objevil hvězdné mapy. Před příletem na další planetu však byl Ebon Hawk s celou posádkou zajat Sithy a Bastila, Carth i Revan byli podrobeni krutému mučení. Při něm se skupina dověděla, že Malak zrovna vybombardoval povrch Dantooinu a srovnal místní Akademii Jedi se zemí. Skupině hrdinů se však povedlo utéct a na můstku zabili zrádce Republiky a Carthova osobního nepřítel Saul Karatha. Nevyhnuli se však střetnutí s Darth Malakem. Od něj se Revan dověděl pravdu o tom, kdo skutečně je. Ta s ním hluboce otřásla, stejně tak i Bastilino doznání, že vše od začátku věděla a tuto skutečnost mu zamlčela. Revan v duelu s Malakem málem padl, avšak Bastila se pro něj obětovala a nechala se zajmout.
Revan se musel vyrovnat s pravdou, ale musel se také soustředit na misi. Na planetě Korriban hledal poslední hvězdnou mapu. Musel se kvůli tomu přihlásit do "své" sithské akademie a podrobovat se učení Sithů. Zdejší vliv temné strany byl pro něj velkou zkouškou, v níž obstál. V poslední hvězdné mapě se Revanovi konečně zjevil výpočet hyperprostorových souřadnic, kde se nachází Star Forge.
S Ebon Hawkem havaroval na planetě Lehon, kde na něj čekala Bastila Shan, nyní Malakova nová učednice, zcela oddaná temné straně Síly. Revan sice odolal jejím svodům, nepovedlo se mu však zabránit jí uprchnout z planety. Do lehonské soustavy mezitím dorazila na základě Carthovy zprávy značná část republikové flotily pod vedením admirála Dodonny a mistra Vandara Tokareho. Proti nim stála flotila zbrusu nových lodí ze Star Forge pod velením admirála Varka. Rozhodující bitva mohla vypuknout.

### Bitva na Rakata Prime
Zatímco republikové křižníky a letky malých stíhaček zaměstnaly sithské obránce, jedijské stíhačky kryly Revanův Ebon Hawk, aby přistál přímo v hangáru Star Forge. Revan se pak prosekával armádou bitevních droidů i Sithů, ale nikdo ho nedokázal zastavit. Mezitím se venku bitva nevyvíjela pro Republiku dobře, neboť Bastila proti ní využívala svou bitevní meditaci. Dostala však za úkol konfrontovat Revana.
Ani s podporou temné strany celého zařízení ho však nebyla schopná porazit a vzdala se. Přestože požadovala, aby ji zabil, povedlo se mu přesvědčit ji k návratu ke světlé straně Síly. Bastila souhlasila a začala podporovat bitevní meditací republikovou flotilu. Obraz bitvy se náhle změnil a admirál Dodonna hned využila prvních mezer ve formacích sithských křižníků.
Revan se pak utkal v bitvě se samotným Darth Malakem, jenž momentálně netoužil po ničem jiném než po jeho smrti. Byl však Revanem poražen, přestože dočerpával Sílu ze zajatých rytířů Jedi z dantooinské akademie, a zemřel. Flotila Republiky mezitím mezery ve formacích rozšířila a otevřela prostor pro velké válečné lodě k bombardování stanice. Jakmile byla narušena její stabilita, začala padat do hvězdy a nakonec vybuchla. Ebon Hawku se povedlo těsně uprchnout, zatímco zbytek sithské flotily byl buď rozmetán Republikou, nebo explozí.
Na Lehonu pak všichni členové posádky Ebon Hawku dostali od admirála Dodonny nejvyšší republikové vyznamenání.

## Důsledky války
Přestože byl Darth Malak zabit, Star Forge zničena a velká část sithské flotily rozmetána, trvalo ještě několik měsíců, než zavládl křehký mír. Sithové na svých světech totiž začali po Malakově smrti bojovat o moc a nakonec se mezi sebou vyhubili. Rozpadlé Sithské impérium pak postupně Republika dobývala nazpátek.
Válka znamenala pro galaxii největší míru destrukce v historii. Bezpočet světů bylo zničených, stovky miliard až biliony obyvatel zemřelo a mnoho dalších ztratilo domov. Mnoho z nich skončilo v uprchlických táborech na měsíci Nar Shaddaa, kde byli vystaveni špatnému zacházení ze strany místních vůdců podsvětí. Váleční veteráni z obou stran konfliktu najednou byli bez práce a živili se jako lovci odměn nebo propadli kriminalitě a stali se tak silným destabilizačním činitelem.
Řád Jedi zůstal po této válce značně otřesen a téměř vyhuben, protože válku přežila jen necelá stovka jejích příslušníků. Po celé galaxii navíc upadla jejich prestiž hluboko pod bod mrazu, neboť byli považováni za původce celé války, protože běžní lidé nedokázali rozlišit světlého Jedi od temného. Proto konflikt pojmenovali Jedijská občanská válka.
Nedlouho po válce přišel Nejvyšší kancléř Tol Cressa s projektem obnovy a přestavby Republiky. Ze všech válkou zničených světů byl k teraformaci vybrán zničený Telos IV, aby demonstroval, že se z pohrom poslední doby může galaxie vzpamatovat.
Revan dva roky po konci války beze stopy zmizel do neznámých oblastí galaxie hledat skrytou hrozbu, na níž si postupem času více a více vzpomínal. Zároveň se začaly dít po galaxii divné věci, které představovaly další válku, jež právě nastala. Ta se však nebojovala na žádných frontách nebo orbitách planet, ale byla plíživá a infiltrační. Na Malachoru V se totiž z bývalých Revanových vrahů vyvinula samostatná sithská sekta, kterou vedl tzv. Sithský triumvirát. Se zbylými rytíři Jedi vedli "Temnou válku", která vyvrcholila až v První Jedijské vyhlazení.

## Koncept, pojmenování a inspirace
Podle tvrzení herního vývojáře Chrise Avellona z Obsidian Entertainment byl pojem Jedijská občanská válka vymyšlen při tvorbě hry Star Wars: Knights of the Old Republic II: The Sith Lords (KotOR 2) právě touto společností, které byl svěřen její vývoj od BioWare, jež vyvíjela první díl KotORu a byla tou dobou (2004) příliš zaneprázdněná jinými projekty. Toto pojmenování pak přejal jak LucasArts, tak Lucasfilm, neboť se jednalo o konflikt mezi Jedii a Sithy, kteří byli ve většině případů původně Jedii. Toto vysvětlení se nejednou objevilo i přímo ve hře KotOR II samotné v dialozích mezi jednotlivými postavami. Celý tento konflikt lze navíc interpretovat i jako další z galaktických občanských válek, kde bojovali světlí i temní Jediové mezi sebou. Abel Peña, autor povídky The History of the Mandalorians, však tento konflikt pojmenoval jako „Válku o Star Forge“. Takto totiž Jedijskou občanskou válku nazývali přeživší Mandaloriani. V díle The New Essential Chronology však byl tento konflikt nazýván dočasným názvem „Druhá sithská válka“, než byl název Jedijská občanská válka přijat jako Star Wars kánon.
Tato fiktivní válka byla vytvořena jako pozadí děje Star Wars: Knights of the Old Republic, kde jde o rozuzlení jejího závěru. Veškeré pozadí konfliktu a další detailní informace byly postupně doplňovány v dalších dílech. Ve druhém díle KotORu však bylo naznačena, že v celé válce šlo o mnohem víc, než že by Revan chtěl pouze ovládnout galaxii. Konflikt byl pouze důsledkem toho, co se v galaxii dělo poslední staletí.

## Výskyt
- Star Wars: Knights of the Old Republic
- Star Wars: Knights of the Old Republic II: The Sith Lords (poprvé pojmenováno jako Jedijská občanská válka)
- Star Wars: The Old Republic (zmínka)
- The Betrayal of Darth Revan
- Knights of the Old Republic: Opportunities